# Radiculopatía
El término radiculopatía se refiere a la pérdida o disminución de la función sensitiva o motora de una raíz nerviosa, misma que se encuentra dispersa en el área que se ubica una raíz o nervio dorsal de la médula espinal.
Comúnmente la radiculopatía tiene efectos en ciertas partes específicas del cuerpo humano, como lo son los brazos, el cuello, espalda baja y extremidades inferiores.

## Introducción
El dolor de tipo radicular se inicia a nivel de la columna. Este puede a la vez irritarse al toser, estornudar, por contracción de músculos abdominales, o simplemente al sentarse o ponerse de pie. El dolor tiende a aumentar en aquellas posturas en las cuales los nervios o raíces se estiran, por ejemplo, a nivel cervical el dolor se irrita al girar la cabeza hacia el lado afectado.
Los mecanismos de lesión de las raíces nerviosas pueden ser, mecánicos y no mecánicos. Dentro de los primeros la compresión produce una disminución en el aporte sanguíneo y, por lo tanto, del aporte nutricional, en pocos segundos, diversos

## Radiculopatía cervical
Este tipo de enfermedad se produce a nivel de miembros torácicos. Sus signos son bastante específicos, como alteraciones motoras, sensitivas o en arcos reflejos. Se presenta normalmente en personas que están sobre los 50 años y principalmente afecta a hombres. 
La causa más común de esta enfermedad es llamada el “atrapamiento foraminal” de un nervio espinal, que consiste en la disminución de la altura de un disco vertebral y cambios degenerativos de la estructura de la columna. 
La radiculopatía cervical debe optar por la búsqueda de datos de alarma, como por ejemplo, presencia de fiebre, historia de cáncer, pérdida considerable de peso, dolores de la columna al anochecer, inmunosupresión y uso de drogas intravenosas. Si el paciente padece de alguno de estos signos, hay una alta posibilidad de que exista un proceso infeccioso o tumor maligno, origen de la radiculopatía cervical.

## Radiculopatía lumbar
Este tipo de enfermedad posee síntomas como por ejemplo, espasmo y debilitamiento muscular, lumbago severo, entre otras. Este tipo de radiculopatía al presentarse mediante algún tipo de accidente inesperado, comúnmente se le administra analgésicos narcóticos y medicamentos antiinflamatorios no esteroides. Si los efectos perduran durante un periodo de tiempo razonable, esta la posibilidad de realizar una cirugía para cuando los medicamentos consumidos no surten efecto. Con la discectomía, se extrae lo que es el disco o el nervio afectado en la radiculopatía. Este procedimiento requiere esencialmente una anestesia general. 
También encontramos la microdisectomía, que consiste en estirar los fragmentos del nervio afectado a través de una incisión muy pequeña.